# Kaspar Maase
Kaspar Maase (* 8. Juni 1946 in Düsseldorf) ist ein deutscher Volkskundler.

## Leben
Kaspar Maase ist ein Enkel des Düsseldorfer Rechtsanwalts, Pazifisten und Oppositionellen Friedrich Maase (1878–1959). Seine Mutter war Ärztin, sein Vater Kaufmann. Beide Eltern waren Kommunisten. Er studierte Germanistik, Kunstgeschichte, Soziologie und Kulturtheorie an den Universitäten in München und Ost-Berlin. Er trat in die DKP ein und schrieb für die Zeitschriften Kürbiskern und tendenzen. Eine Dissertation bei Walter Müller-Seidel brach er ab. 1971 promovierte er an der Berliner Humboldt-Universität mit der Dissertation Zu Kulturkonzeption und Kulturauffassung der SPD seit 1955. Freiberufliche Tätigkeiten als Verlagslektor, Publizist und Lehrbeauftragter folgten. 1980 bis 1989 war er am Institut für Marxistische Studien und Forschungen (IMSF) in Frankfurt am Main tätig, zwischen 1990 und 1994 als Mitarbeiter am Hamburger Institut für Sozialforschung. Er habilitierte sich 1992 im Fach Kulturwissenschaft an der Universität Bremen. 1995 übernahm er für zwei Jahre die Lehrstuhlvertretung am Ludwig-Uhland-Institut für Empirische Kulturwissenschaft (LUI) der Universität Tübingen. Von 1997 bis 2000 war er Bearbeiter eines DFG-Projekts am Institut für Europäische Ethnologie der Humboldt-Universität. Seit 1998 war er wissenschaftlicher Angestellter am Ludwig-Uhland-Institut, seit 2006 außerplanmäßiger Professor.
Maase arbeitet überwiegend zur Geschichte der Massenkultur seit dem 19. Jahrhundert, zu Bewegungen gegen populäre Künste im 20. und 21. Jahrhundert, zur Amerikanisierung sowie zu ästhetischen Erfahrungen in der Arbeitswelt und im Alltagsleben.

## Auszeichnungen
- 2009: Landeslehrpreis Baden-Württemberg im Bereich Universitäten für sein Projekt „Tü amo!“ (siehe Publikation)[6]

## Publikationen (Auswahl)
als Autor
- Zu Kulturkonzeption und Kulturauffassung der SPD seit 1955. Berlin 1971.
- Leseinteressen der Arbeiter in der BRD. Über Leseverhalten, Lektüreinteressen und Bedürfnisentwicklung in der Arbeiterklasse der Bundesrepublik, Köln:Pahl-Rugenstein, 1982.
- BRAVO Amerika. Erkundungen zur Jugendkultur der Bundesrepublik in den fünfziger Jahren. Hamburg 1992 (= Schriftenreihe des Hamburger Instituts für Sozialforschung).
- Grenzenloses Vergnügen. Der Aufstieg der Massenkultur 1850–1970. Frankfurt am Main 1997 (= Fischer Band 60143; Europäische Geschichte), 4. Auflage 2007, ISBN 3-596-60143-6.
- Was macht Populärkultur politisch? Wiesbaden: VS Verlag für Sozialwissenschaften 2010.
- Das Recht der Gewöhnlichkeit. Über populäre Kultur. Tübingen: TVV 2011.
- Die Kinder der Massenkultur. Kontroversen um Schmutz und Schund seit dem Kaiserreich. Frankfurt/New York: Campus 2012.
- Populärkulturforschung. Eine Einführung. Bielefeld: Transcript 2019, ISBN 978-3-8376-4598-9, Volltext als PDF.
- Schönes alltäglich erleben. Über die Ästhetisierung der Kultur. Bielefeld: Transcript 2022, ISBN 978-3-8376-6117-0, Volltext als PDF.

als Herausgeber
- (mit Bernd Jürgen Warneken): Unterwelten der Kultur: Themen und Theorien der volkskundlichen Kulturwissenschaft. Köln [u. a.] Böhlau, 2003, ISBN 3-412-15700-7.
- Die Schönheiten des Populären. Ästhetische Erfahrung der Gegenwart. Frankfurt a. M./New York: Campus, 2008.
- Tü amo! Italienisches im deutschen Alltag. Eine Tübinger Lokalstudie, Tübinger Vereinigung für Volkskunde e. V., 2009.
- (mit Christoph Bareither und Mirjam Nast): Unterhaltung und Vergnügung. Beiträge der Europäischen Ethnologie zur Populärkulturforschung. Würzburg: Königshausen & Neumann, 2013, ISBN 978-3-8260-5183-8.